# Фернан Гомес, Фернандо
Ферна́ндо Ферна́н Го́мес (исп. Fernando Fernán Gómez; 28 августа 1921[…], Лима, Перу — 21 ноября 2007[…], Мадрид, Испания) — испанский актёр, сценарист, режиссёр театра и кино. Член Испанской королевской академии. Сыграл почти в 200 кинокартинах, режиссёр более двадцати. Лауреат множества премий и наград, в том числе Премии принца Астурийского в области искусств, нескольких Национальных премий кино и театра, Золотой медали испанской Кинокадемии и шести премий «Гойя».

## Биография
Фернандо родился вне брака, потому что мать его отца, актёра Луиса Фернандо Диаса де Мендосы и Герреро, известная театральная актриса Мария Герреро, запретила тому жениться на его матери, тоже известной актрисе Кароле Фернан Гомес. Внук театрального деятеля Фернандо Диаса де Мендосы.
Согласно его мемуарам, произошло это, скорее всего, 28 августа 1921 года в Лиме, Перу, хотя в свидетельстве о рождении и написано, что в родился он в Буэнос-Айресе, Аргентина. Дело в том, что его мать в это время гастролировала по Латинской Америке, и свидетельство получила уже в Буэнос-Айресе несколькими днями позже. Поэтому Фернан Гомес был гражданином Аргентины и оставался им вплоть до 1984 года, когда получил испанское гражданство.